# Har Chaluc
Har Chaluc (hebrejsky: הר חלוץ) je vrch o nadmořské výšce 729 metrů v severním Izraeli, v Horní Galileji.
Nachází se cca 3 kilometry severně od města Karmi'el. Má podobu nevýrazného, zalesněného pahorku, který vystupuje nad hranu mohutného terénního zlomu Matlul Curim, jenž odděluje náhorní planinu Horní Galileje od údolí Bejt ha-Kerem. Tento svah dosahuje výškového rozdílu přes 400 metrů. Na severovýchodním úpatí kopce leží nad tímto srázem vesnice Chaluc zvaná též někdy Har Chaluc. Po severním úbočí prochází vádí Nachal Bejt ha-Emek. Dál k severu terén pozvolna stoupá k městu Kisra-Sumej a ke zdejším pahorkům Har Kišor a Har Pelech.